# Lindsey Moore
Lindsey Moore (Tacoma, 3 giugno 1991) è un'ex cestista e allenatrice di pallacanestro statunitense, professionista nella WNBA.

## Carriera
È stata selezionata dalle Minnesota Lynx al primo giro del Draft WNBA 2013 (12ª scelta assoluta).

## Palmarès
- Campionessa WNBA (2013)